# Bar Nunn
La ville américaine de Bar Nunn est située dans le comté de Natrona, dans l’État du Wyoming. Lors du recensement de 2010, sa population s’élevait à 2 213 habitants.

## Source
- (en) Cet article est partiellement ou en totalité issu de l’article de Wikipédia en anglais intitulé « Bar Nunn, Wyoming » (voir la liste des auteurs).